# Herb gminy Radziejowice
Herb gminy Radziejowice – jeden z symboli gminy Radziejowice, ustanowiony 5 lutego 2024.

## Wygląd i symbolika
Herb przedstawia na tarczy w polu błękitnym w górnej części złoto-czerwoną mitrę książęcą nad dwoma srebrnymi liliami ze wspólną złotą łodygą (symbol św. Kazimierza Królewicza, patrona kościoła w Radziejowicach), a w dolnej części czarnego kruka ze złotym pierścieniem w dziobie (uszczerbienie herbu Ślepowron, którym pieczętował się ród Krasińskich).